# 올림픽 골프
올림픽 골프는 올림픽에서 골프로 경기를 겨루는 올림픽 경기 종목이다. 코펜하겐에 있는 IOC 세션에서 2009년 10월, IOC는 2016년 하계 올림픽을 위해 이 종목을 채택하기로 결정했다. 남,여 개인전만 있다. 골프는 1900년과 1904년 하계 올림픽 프로그램의 첫 번째 종목으로 공식적으로 인정되었지만, 당시 1900년 대회는 게임의 일부로 간주되지 않았다. 골프 토너먼트는 1908년에 열릴 예정이었으나 시작 예정일을 이틀도 채 안 남겨두고 취소되었다. 1920년에도 두 번의 골프 토너먼트가 열릴 예정이었으나 참가 인원 부족으로 취소되었다.
국제올림픽위원회(IOC)는 2009년 10월 코펜하겐에서 열린 IOC 총회에서 2016년 하계올림픽에 스포츠를 복귀시키기로 결정했다. 국제골프연맹(International Golf Federation)은 올림픽 대회 골프를 총괄하는 기관이다. 국제골프연맹(International Golf Federation)은 올림픽 대회 골프를 총괄하는 기관이다. 예선은 주로 공식 세계 골프 랭킹(남자)과 여자 세계 골프 랭킹을 기반으로 하며, 각 성별의 상위 15명이 자동으로 자격을 얻은 다음(국가당 4명으로 제한) 아직 두 명의 선수 자격을 얻지 못한 국가에서 가장 높은 순위의 선수가 자격을 얻는다.

## 메달 집계
| 순위 | 국가           | 금메달 | 은메달 | 동메달 | 합계 |
| ---- | -------------- | ------ | ------ | ------ | ---- |
| 1    | 미국           | 3      | 3      | 5      | 11   |
| 2    | 영국           | 1      | 1      | 1      | 3    |
| 3    | 캐나다         | 1      | 0      | 0      | 1    |
| 3    | 대한민국       | 1      | 0      | 0      | 1    |
| 5    | 뉴질랜드       | 0      | 1      | 0      | 1    |
| 5    | 스웨덴         | 0      | 1      | 0      | 1    |
| 7    | 중화인민공화국 | 0      | 0      | 1      | 1    |
| 합계 | 합계           | 6      | 6      | 7      | 19   |

## 세부 종목
| 종목        | 00 | 04 | - | 16 | 계 |
| ----------- | -- | -- | - | -- | -- |
| 남자 개인전 | •  | •  |   | •  | 3  |
| 여자 개인전 | •  |    | • | 2  |    |
| 남자 단체전 |    | •  |   | 1  |    |
| 계          | 2  | 2  |   | 2  |    |

## 참고 자료
- “골프”. SR/Olympic Games. 2008년 7월 31일에 원본 문서에서 보존된 문서. 2011년 12월 20일에 확인함.
- “골프”. 국제 올림픽 위원회.